# Livada (stacja kolejowa)
Livada, Liwada (ros. Ливада, ukr. Лівада) – towarowa stacja kolejowa w miejscowości Pervomaisc, w rejonie Slobozia, w Naddniestrzu (de iure w Mołdawii). 
Obsługuje Mołdawską Elektrownię Okręgową.